# Château de Curton
Pour les articles homonymes, voir Curton.
| - La tour, circa 1850 |

Le château de Curton est un château médiéval situé à Daignac, dans le département français de la Gironde et la région naturelle de l'Entre-deux-Mers. Inscrit au titre des monuments historiques, c'est aujourd'hui un château viticole.

## Localisation
Le château est établi dans la région de l'Entre-deux-Mers, à 30 kilomètres à l'est de Bordeaux, dans le canton des Coteaux de Dordogne. Il est situé au nord de Daignac, à la limite de la commune de Tizac-de-Curton qui doit son nom aux premiers seigneurs de Curton.

## Histoire
Le premier membre de la famille de Curton cité par les textes officiel est Raimond de Curton dès le XIe siècle. Il apparaît ensuite comme seigneur dès le début du XIIe siècle. Dès la fin du XIIe siècle, Régin de Curton semble proche du pouvoir royal anglais et signe un traité à Londres. Au XIIIe siècle, on trouve la mention du château de Curton et de son seigneur, Amanieu de Curton.
Au début de la guerre de Cent Ans, Édouard III d'Angleterre demanda à Arnaut de Curton de lui rester fidèle et de défendre la Guyenne contre les attaques des Français. Pour le remercier, il lui confia la juridiction sur les quatre paroisses entourant le château de Curton, Daignac, Espiet, Grézillac et Tizac-de-Curton.
Plus tard, deux des descendants de ce seigneur de Curton s'illustrèrent : Petiton de Curton, véritable héros de roman et toujours présent là où il y avait coup à férir et Sénebrun de Curton, fils d'Arnaut et seigneur de Curton, qui combattit au côté du Prince Noir.
Au début du XVe siècle la seigneurie de Curton passa dans les mains de la maison navarraise de Beaumont avec le mariage de Charles de Beaumont et d'Anne de Curton. Leur fils Louis de Beaumont hérita du château, avant que ce dernier soit pris par les Français puis donné à Jacques Ier de Chabannes de La Palice, seigneur de La Palice et de Madic, qui devait y mourir des suites de blessures reçues à la bataille de Castillon.
La seigneurie de Curton resta dans la famille de Chabannes de la Palice dont les membres s'illustrèrent plus ou moins. En 1563, la baronnie de Curton fut érigée en marquisat, à la faveur de François de Chabannes.
Le château, confisqué à la Révolution fut vendu comme bien national au citoyen Rabeau et fut transmis depuis cette période par ventes et alliances successives.
Le « gisant de Curton » a longtemps été conservé dans le parc du château de Tustal à Sadirac, avant d'être déposé en 2000 au musée d'Aquitaine à Bordeaux pour l'étudier et le restaurer. Le personnage représenté a été identifié potentiellement grâce au lion couronné décorant son bouclier : il s'agit probablement d'un seigneur de Curton du XIIIe siècle. Avec son épée et son bouclier il est revêtu de sa tenue de combat. À ses pieds, l'animal, qui a perdu sa tête, devait être un lion.

Le gisant de Curton
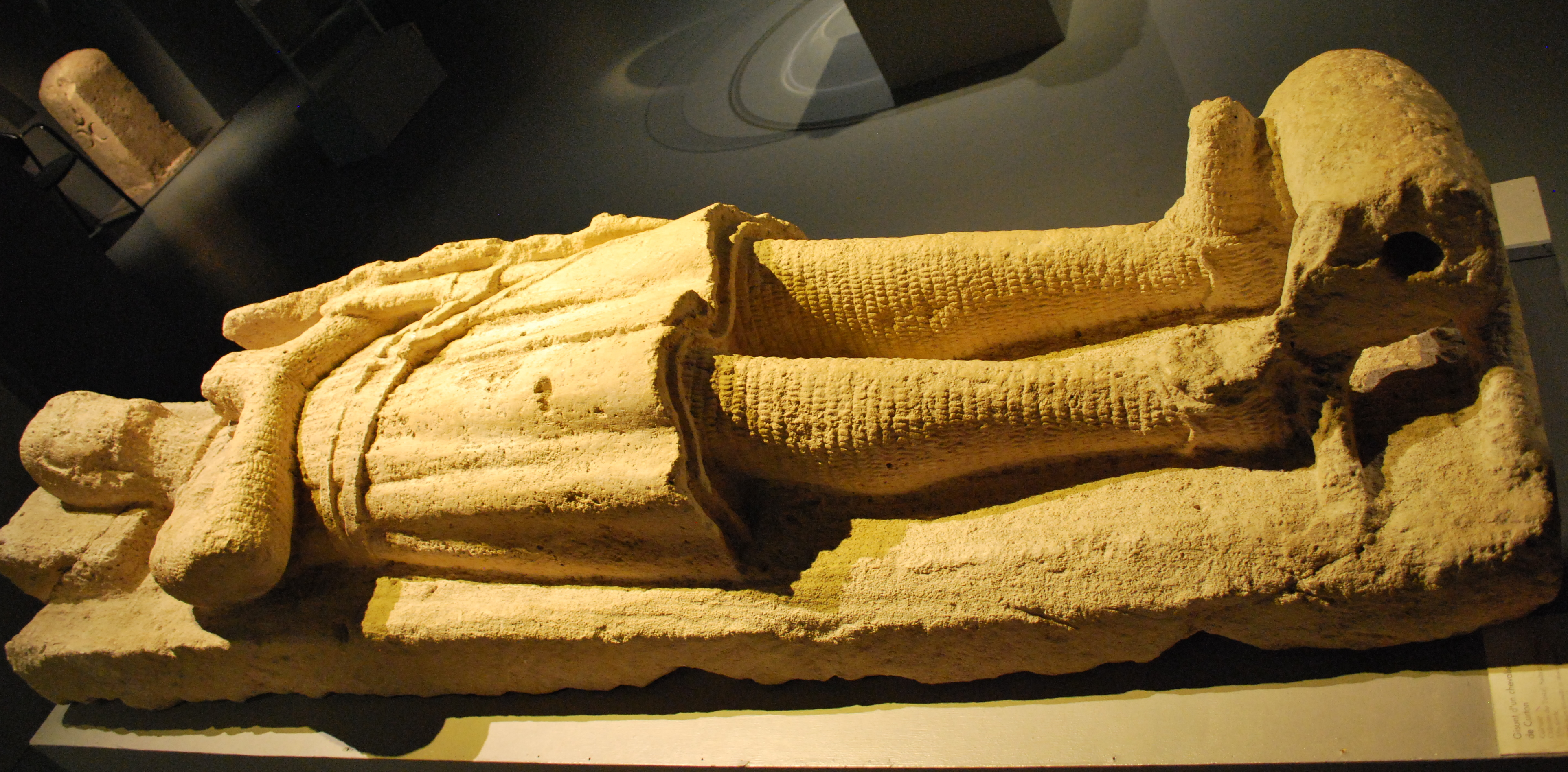
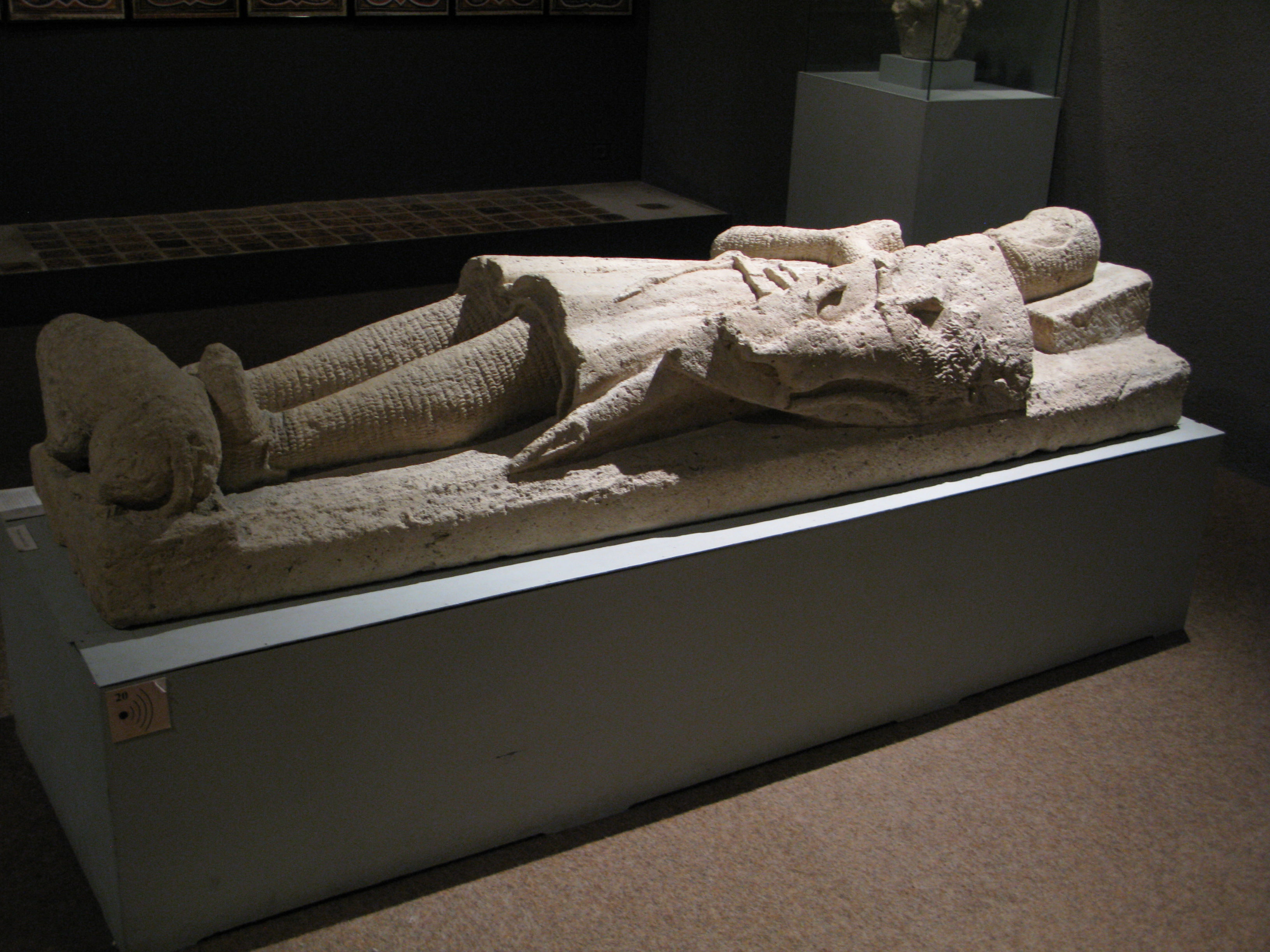

## Architecture
Du château originel il ne reste que les vestiges d'un donjon carré datant de 1322 et qui s’élevait à 35 m de hauteur. Cette tour quadrilatère était placée à l'angle est du château. L'intérieur de la tour présente trois étages au-dessus d'un rez-de-chaussée et d'un caveau en sous-sol. Une plate-forme la couronnait et les murs avaient une épaisseur moyenne de 1,40 m.
Des contreforts ont été établis diagonalement et dans l'un d'eux se trouvait l'escalier de la tour, dont la cage était octogonale.
Chaque étage était éclairé par une seule fenêtre géminée de 2 m de hauteur sur 1,2 m de largeur.

## Protection du patrimoine
Inscrit au titre des monuments historiques par arrêté du 7 janvier 1926, il est la propriété d'une personne privée et n'est pas ouvert à la visite.

## Château viticole
Le château de Curton est également un château viticole du vignoble de l'Entre-deux-Mers. Les vins rouges et rosés produits ont l'appellation Bordeaux AOC.